# Don Pratt
Pour les articles homonymes, voir Pratt.
Don Forrester Pratt (né le 12 juillet 1892 à Brookfield et mort le 6 juin 1944 en Normandie) est un militaire américain.
Il est l'adjoint du général Taylor commandant de la 101e division aéroportée lors du Débarquement de Normandie. Mort au combat lors de l'opération, dans le crash de son planeur Waco sur la commune de Hiesville, il est, en tant que Brigadier général, le premier officier allié mort dans les combats de la Libération. Cet incident est librement repris comme scène dans le film Il faut sauver le soldat Ryan (1998).
Il est enterré au cimetière national d'Arlington.